# Der Bulle von Tölz: Schlusspfiff
Schlusspfiff (Arbeitstitel: Mord im Olympia) ist ein deutscher Fernsehfilm von Nikolaus Leytner aus dem Jahr 2002 nach einem Drehbuch von Peter Ertel. Es ist die 35. Folge der Krimiserie Der Bulle von Tölz mit Ottfried Fischer als Hauptdarsteller in der Rolle des Hauptkommissars Benno Berghammer. Die Erstausstrahlung erfolgte am 9. Januar 2002 auf Sat.1.

## Handlung
Der Bauunternehmer Anton Rambold, Präsident des Bad Tölzer Fußballvereins VfR, findet den Präsidenten des Konkurrenzvereins DJK, August „Gustl“ Brunner, nach einem verlorenen Spiel erdrosselt im Mittelkreis des Fußballplatzes auf.
Hauptkommissar Benno Berghammer ermittelt diesmal mit Philipp Naderer, einem Kriminalassistenten vom Flughafen München, da Kollegin Sabrina Lorenz auf Lehrgang ist. Naderer ist davon überzeugt, dass hinter dem Mord ein Tölzer „Amigo“-System steckt. Berghammer konzentriert sich hingegen auf das persönliche Umfeld des Opfers und erfährt, dass Gustl Brunner sich jede Menge Feinde gemacht hat: Er hat zum Unmut vieler Mitglieder den Vereinssportplatz verkommen lassen; zudem hat er Spielschulden beim DJK-Spitzenspieler Fredi Holzbauer, den er darüber hinaus gegen den Willen des Trainers Manfred Rupprecht von der Teilnahme am Lokalderby ausgeschlossen und Geschäftskontakte sabotiert hat.
Gustl Brunners Freundin Alida Bernstorff, die sich anfangs als dessen Haushälterin Apfelböck ausgegeben hat, verdächtigt die katholische Kirche und befürchtet, das nächste Opfer zu sein. Sie behauptet, die Bremsleitung ihres Autos sei angesägt worden, und bittet um Polizeischutz. Kommissar Berghammers Nachfrage in der Werkstätte ergibt, dass die Bremsleitung einfach nur durchgerostet war. Frau Bernstorff lässt er im Glauben, Polizeischutz zu genießen.
Heini Brunner, der Sohn des Opfers und Radiomoderator der Sendung „Henrys Esoterikstudio“, hatte ein gestörtes Verhältnis zu seinem Vater, weshalb sich seine Betroffenheit in engen Grenzen hält; ein Mordmotiv lässt sich daraus jedoch nicht ableiten. Immerhin erfahren die Kommissare von ihm, dass Fredi Holzbauers Frau Rosa die leibliche Tochter von Gustl Brunner ist.
Brunner senior hat testamentarisch verfügt, dass sämtliche Vermögenswerte je zur Hälfte an seine leiblichen Kinder Heini und Rosa gehen – einzige Ausnahme ist ein Haus in der Toskana, das Alida Bernstorff erben soll. Anton Rambold, der zusammen mit Gustl Brunner der Kirche das DJK-Gelände abgekauft hat, um dort ein Wellnesszentrum für Geistliche zu errichten, will so rasch wie möglich Brunners Anteil erwerben, doch bei Rosa Holzbauer beißt er auf Granit.
Dem Grundbuchauszug und dem beigefügten Plan ist zu entnehmen, dass ein kreisförmiger Teil des Grundstücks einer gewissen „Golden Goal KG“ gehört, hinter der laut Registergericht der DJK-Trainer Manfred Rupprecht steckt. Um den mutmaßlichen Mörder aus der Reserve zu locken, bitten Berghammer und Naderer Fredi Holzbauer, auf der Vereinsversammlung die Falschmeldung zu verbreiten, es sei mit dem Bau des Hotels auf dem alten Fußballplatz alles unter Dach und Fach, und der Bauunternehmer Rambold werde daneben einen neuen Sportplatz spendieren. Der Plan geht tatsächlich auf: Trainer Manfred Rupprecht trifft sich mit Anton Rambold und verlangt von ihm die 50.000 Mark, die Gustl Brunner ihm versprochen hat, wenn er dafür sorgt, dass der Sportplatz verkommt; den Mittelkreis des Fußballplatzes hat Brunner ihm als Pfand überschrieben. Rambold lacht Rupprecht jedoch nur aus, als dieser sagt, Brunner habe seine Autorität als Trainer untergraben und ihn einen Verräter genannt. Als der Bauunternehmer ihn auffordert zu verschwinden, sonst werde er seinen Vereinskameraden erzählen, was für eine Laus sie da im Pelz hätten, stürzt Rupprecht sich auf ihn und will ihn erdrosseln. Die Kommissare, die von draußen mitgehört haben, dringen ins Gebäude ein und verhindern einen weiteren Mord.

## Hintergrund
Die Dreharbeiten erfolgten in Bad Tölz, Ismaning (Antenne Bayern) und Sauerlach (Fußballplatz); als Schauplatz für die „Pension Resi“ diente das Hollerhaus Irschenhausen.

## Kritik
Die Programmzeitschrift TV Spielfilm schreibt: „Die bajuwarische Provinzposse verblüfft nur selten. Das liegt auch daran, dass Bennos schlagfertige Partnerin fehlt: Sabrina macht gerade Bildungsurlaub.“ Fazit: „Trotz Schwergewicht Fischer eher schwach.“